# Mercedes-Benz Championship
Le Mercedes-Benz Championship est un tournoi de golf du Tour européen.

## Histoire
Connu sous le nom de Masters d'Allemagne de 1987 à 2005, le tournoi s'est d'abord disputé à Stuttgart, de 1987 à 1993, puis à  Berlin de 1994 à 1997 et ensuite à Cologne de 1998 à 2005. À cette date, il était l'un des tournois les plus richement dotés sur le circuit européen. Il était également l'un des trois tournois de ce circuit disputé en Allemagne.
Portant désormais le nom de Mercedes-Benz Championship, il se dispute en septembre. Il est ouvert à un maximum de 78 golfeurs. Ceux-ci doivent remplir l'une des conditions suivantes : avoir remporté l'un des tournois du circuit européen, figurer parmi les 75 premiers du Official World Golf Ranking ou parmi les 60 premiers de l'ordre du Mérite européen.

## Palmarès
| année                      | Vainqueur             |
| -------------------------- | --------------------- |
| German Masters             |                       |
| 1987                       | Sandy Lyle            |
| 1988                       | José Maria Olazábal   |
| 1989                       | Bernhard Langer       |
| Mercedes German Masters    |                       |
| 1990                       | Sam Torrance          |
| 1991                       | Bernhard Langer       |
| 1992                       | Barry Lane            |
| 1993                       | Steven Richardson     |
| 1994                       | Severiano Ballesteros |
| 1995                       | Anders Forsbrand      |
| Linde German Masters       |                       |
| 1996                       | Darren Clarke         |
| 1997                       | Bernhard Langer       |
| 1998                       | Colin Montgomerie     |
| 1999                       | Sergio García         |
| 2000                       | Michael Campbell      |
| 2001                       | Bernhard Langer       |
| 2002                       | Stephen Leaney        |
| 2003                       | K.J. Choi             |
| 2004                       | Pádraig Harrington    |
| 2005                       | Retief Goosen         |
| 2006                       | Pas de tournoi        |
| Mercedes-Benz Championship |                       |
| 2007                       | Søren Hansen          |
| 2008                       | Robert Karlsson       |